# Empire State Building
O Empire State Building é um arranha-céu de 102 andares no centro de Manhattan, Nova York, na Quinta Avenida, entre as ruas 33ª e 34ª Oeste. Ele tem uma altura do telhado de 381 metros, mas com a sua torre de antena incluída, o edifício chega a 443 m de altura. Seu nome é derivado do apelido do estado de Nova York, o Empire State(Estado Império). Ele manteve-se como o edifício mais alto do mundo por quase 40 anos, desde a sua conclusão, no início de 1931, até a construção da Torre Norte do complexo original do World Trade Center, no final de 1970.
Após os ataques terroristas de 11 de setembro de 2001, que destruíram as Torres Gêmeas, o Empire State Building denovo tornou-se o edifício mais alto da cidade, até o novo One World Trade Center atingir uma altura maior em abril de 2012. O edifício é atualmente o quinto mais alto arranha-céu nos Estados Unidos e o 54º mais alto do mundo. É também a quinta estrutura autônoma mais alta na América.
O Empire State Building é um ícone cultural estadunidense. Ele foi projetado em estilo art déco e foi classificado como uma das Sete Maravilhas do Mundo Moderno pela Sociedade Americana de Engenheiros Civis. O edifício e o seu interior são designados marcos da cidade de Nova York. Ele foi designado como um marco histórico nacional em 1986.
O edifício é propriedade do Empire State Realty Trust, da qual Anthony Malkin serve como CEO e Presidente. Em 2010, o Empire State Building passou por uma reforma de 550 milhões de dólares, sendo que 120 milhões de dólares foram gastos para transformar o edifício em uma estrutura de energia eficiente e sustentável. O Empire State Building é o mais alto edifício com o certificado Leadership in Energy and Environmental Design (LEED) nos Estados Unidos, classificação que recebeu em setembro de 2011.

## História

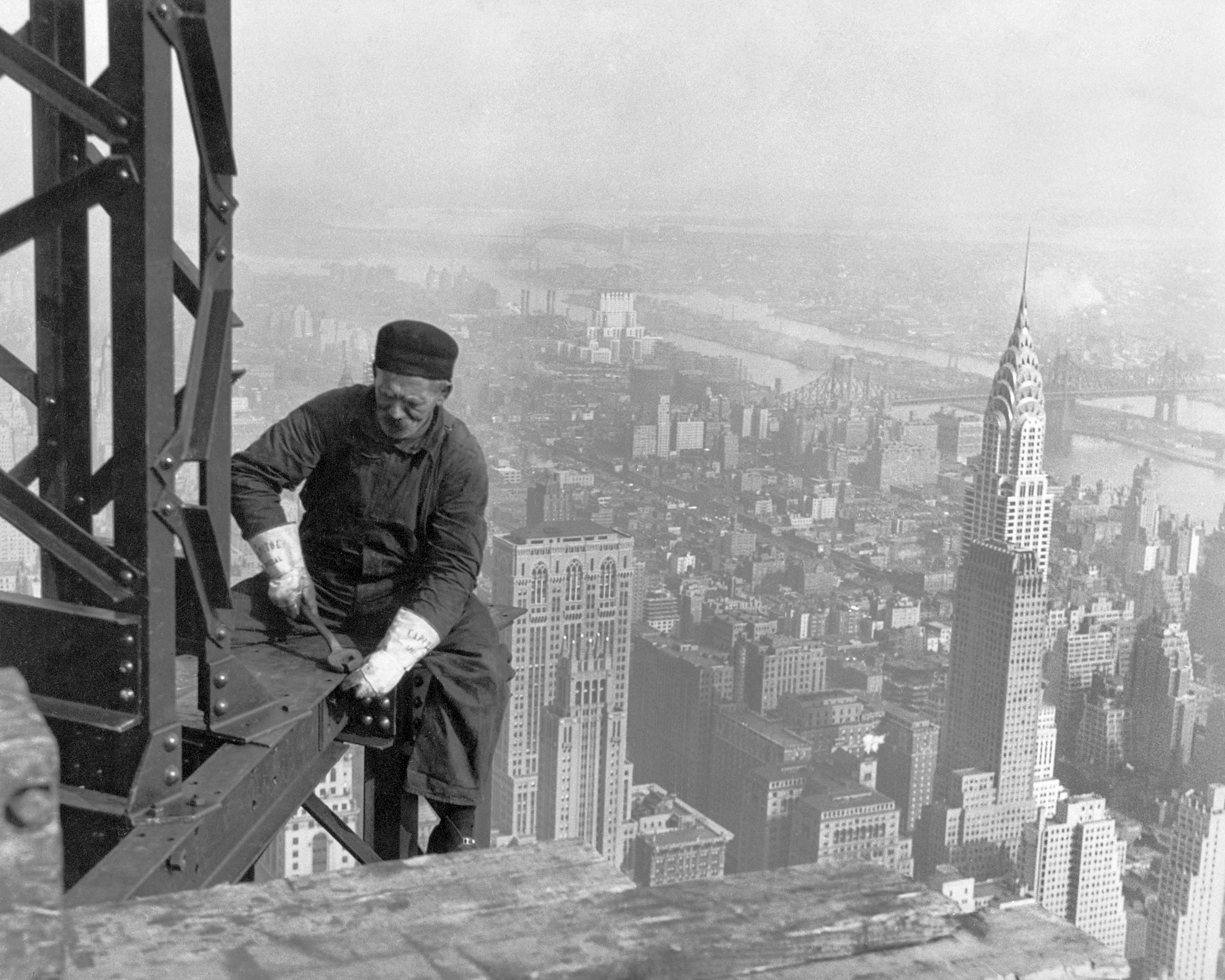
Um trabalhador durante a construção; o Chrysler Building pode ser visto ao fundo

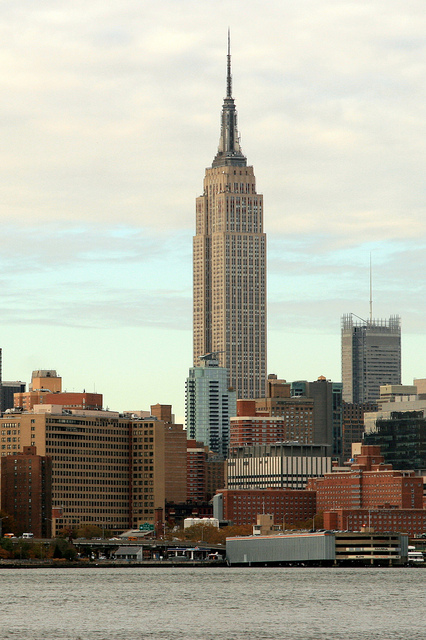
Empire State visto do Brooklyn, do outro lado do rio East

O Empire State Building está localizado no lado oeste da Quinta Avenida, entre a 33rd Street ao sul e a 34th Street ao norte, no bairro de Midtown South de Manhattan, em Nova York. A quadra era ocupada pelo antigo Hotel Waldorf-Astoria nos meados do século XX, e era frequentada pelos "Four Hundred" (termo inglês para a elite social de Nova York na época, literalmente = "os quatrocentos").

### Construção
As escavações no local começaram em 22 de Janeiro de 1930, e a construção do edifício em si, começou simbolicamente em 17 de Março (dia de São Patrick) por influência de Al Smith, então presidente da Empire State Inc. O projeto envolveu 3 400 trabalhadores, a maioria imigrantes da Europa, juntamente com centenas de Mohawk (tribo de índios) principalmente da reserva Kahnawake próximo a Montreal. De acordo com os dados oficiais, 5 trabalhadores morreram durante a construção. O neto do Governador Smith cortou a fita inaugural em primeiro de Maio de 1931.
A construção foi parte de uma intensa competição em Nova York pelo título de Edifício Mais alto do Mundo. Os outros projetos concorrendo pelo título, 40 Wall Street e o Chrysler Building, ainda estavam no projeto quando as construções começaram. Ambos teriam mantido o título por menos de um ano, quando o Empire State os superou em sua conclusão, apenas 410 dias após as construções começarem. O edifício foi oficialmente aberto em Primeiro de Maio de 1931 numa inauguração dramática quando o então Presidente dos Estados Unidos da América, Herbert Hoover, acendeu as luzes com o apertar dos botões de Washington, D.C.. Ironicamente o primeiro uso das luzes no topo das torres do Empire State no ano seguinte foi para sinalizar a vitória de Franklin D. Roosevelt contra Hoover nas eleições presidenciais de Novembro de 1932.

### Empty State Building (Edifício de Espaços Vazios)
A abertura do edifício coincidiu com a Grande Depressão dos Estados Unidos, e como resultado muitos de seus escritórios não foram alugados. Em seu primeiro ano de funcionamento, o deck de observação arrecadou aproximadamente 2 milhões de dólares, todo o dinheiro que seus donos conseguiram em aluguel aquele ano. A falta de interessados em alugar os escritórios do edifício fez com que os nova iorquinos apelidassem o edifício de "Empty State Building" (empty = vazio, conotação ao grande número de escritórios vazios). O edifício não se tornou lucrativo até 1950. A famosa venda do Empire States em 1951 a Roger L. Stevens e seus sócios foi quebrada pela proeminente diretor da Manhattan Real State Firm, Charles F. Noyes & companhia, por um recorde de 51 milhões de dólares. Até a data, esse foi o maior preço já pago por um único edifício na história do mercado imobiliário.

### Acidente aéreo
Em 28 de julho de 1945, às 9h40, um bombardeiro tipo B-25, pilotado pelo tenente-coronel William Franklin Smith Jr, em meio a um nevoeiro, colidiu com a face norte do edifício, entre os andares 78 e 80, causando 14 mortes. O incêndio causado pela colisão foi controlado em apenas 40 minutos. Na semana seguinte ao acidente, o edifício foi reaberto.

### Suicídios
Através dos anos, mais de trinta pessoas cometeram suicídio do topo do edifício. O primeiro suicídio ocorrido no edifício aconteceu antes mesmo de sua conclusão por um trabalhador após ter sido despedido. A cerca ao redor do observatório foi colocada em 1947 após 5 pessoas terem tentado se atirar num período de apenas três semanas. Em 1979, Elvita Adams atirou-se do octogésimo sexto andar, caiu no octogésimo quinto andar com diversos ossos partidos. O edifício também foi o local escolhido para suicídios em 2004 e 2006. O último foi cometido pelo advogado que se lançou do sexagésimo nono andar numa sexta feira, 13 de abril de 2007.

## Características

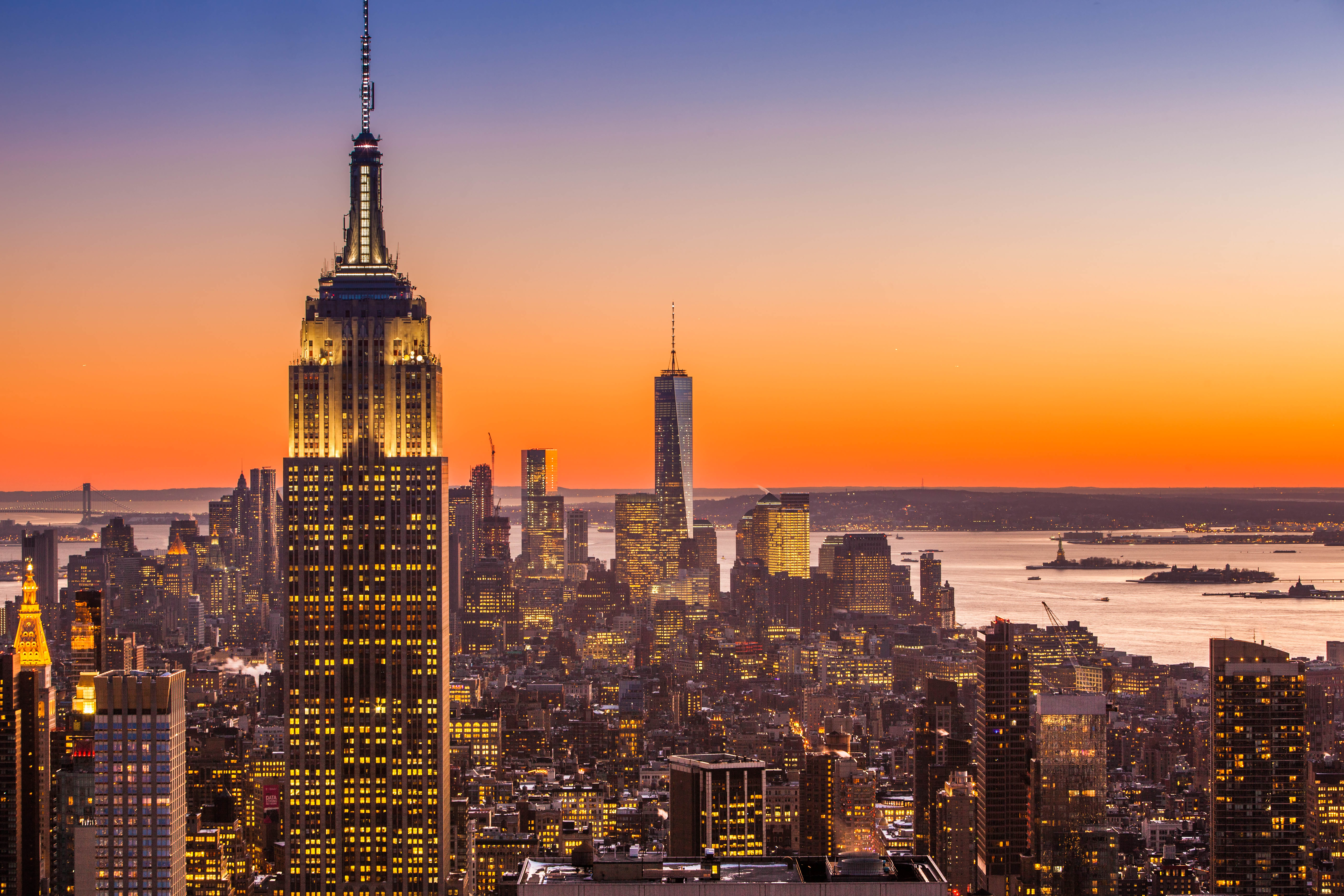
O Empire State visto do 30 Rockefeller Plaza com o One World Trade Center ao fundo

### Design
O Empire State Building foi projetado por William F. Lamb e sua empresa de arquitetura Shreve, Lamb e Harmon, o qual preparou o projeto do edifício em apenas duas semanas usando o projeto do edifício Reynolds de Wiston-Salem, da Carolina do Norte como projeto base. O edifício foi projetado de cima para baixo. Os construtores foram Starrett Brothers e Eken e o projeto foi financiado por John J. Raskob. A construtora foi dirigida por Alfred E. Smith, o 45º Governador de Nova York.

### Iluminação
A iluminação do Empire State Building muda em feriados ou eventos especiais, como no dia de São Patrício e no Natal. Depois da destruição das Torres do World Trade Center, as cores vermelha, branca e azul permaneceram por muitos meses.
Todos os anos no dia 25 de março o Empire State fica com as cores preta, vermelha e amarela em celebração à parada germano-americana de Steuben.

Em dezembro de 2007, o prédio ficou amarelo para promover o filme Os Simpsons.

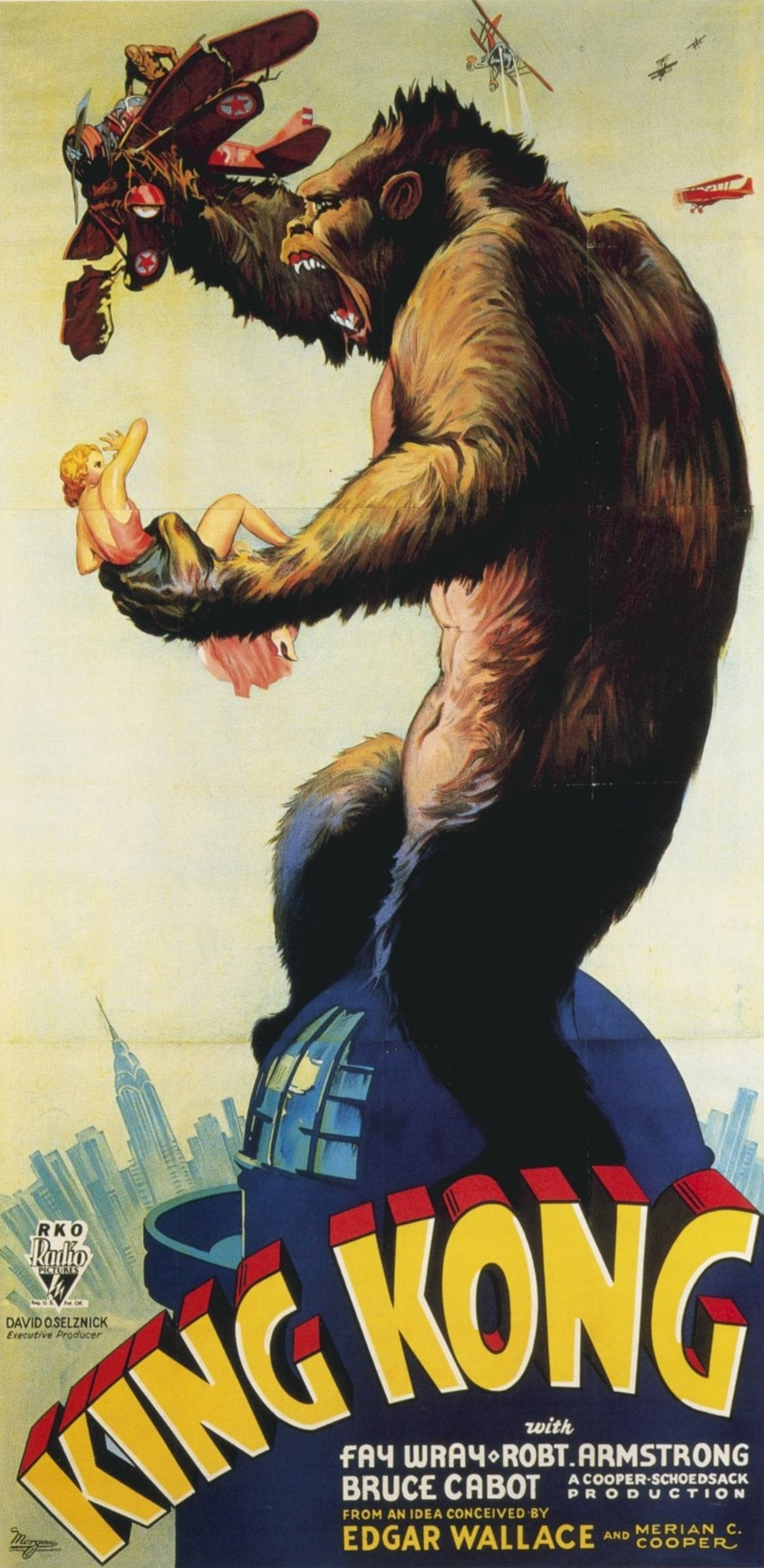
King Kong (1933)

Em 2008, as "luzes" foram desligadas para conservar energia na Hora da Terra. Tradicionalmente, todos os anos no dia 15 de Setembro, a iluminação fica verde, branca e vermelha, para marcar o dia da independência do México.
Em 12 de Julho de 2010, as cores eram, amarela e vermelha, em celebração da vitória da Espanha na Copa do Mundo.
No dia 24 de Junho de 2011, o prédio ficou com as cores vermelha, laranja, amarela, verde, azul e violeta, depois que o casamento entre pessoas do mesmo sexo foi aprovado.

## Ícone cultural
O Empire State Building continuou a ser o arranha-céu mais alto do mundo por 41 anos, e a estrutura mais alta já feita pelo homem por 23 anos. Ele foi superado com a construção da Torre Norte do World Trade Center em 1972. Com a destruição do World Trade Center nos ataques de 11 de setembro de 2001, o Empire State Building novamente tornou-se o edifício mais alto na cidade de Nova York até 2013 e o terceiro edifício mais alto de todo os Estados Unidos, atrás apenas da Willis Tower, que fica em Chicago e o One World Trade Center que fica em Nova York com 541,3 m.
O edifício ficou muito conhecido, pela participação que virou um clássico no filme King Kong, onde o Gorila se pendura no prédio para combater os aviões que o caçavam. O edifício volta a aparecer no remake deste filme e em várias outras produções cinematográficas de Hollywood, o que o tornou conhecido mundialmente como um símbolo da cidade e do próprio país. O Empire State também é conhecido como o Novo Monte Olimpo, pelo fato de ser citado nos livros da saga Percy Jackson e os Olimpianos, na qual os deuses gregos estariam morando atualmente no 600º andar do prédio.